# فیبل: سفر
فیبل: سفر (انگلیسی: Fable: The Journey) یک بازی ویدئویی در سبک نقش‌آفرینی اکشن است که توسط لاین‌هد استودیوز توسعه یافته و به‌وسیلهٔ استودیو مایکروسافت در پلت‌فرم اکس‌باکس ۳۶۰، به عنوان یک بازی کینکت منتشر شده‌است.